# Carlindo Nina Baima
Carlindo Nina Baima (São Luís, 7 de maio de 1944) é um ex-futebolista brasileiro, que atuava como lateral-esquerdo.
É um dos dez jogadores com mais jogos pelo Ceará SC.
Ganhou a Bola de Prata da Revista Placar em 1971, como o melhor lateral-esquerdo do Campeonato Brasileiro daquele ano.

## Carreira
Quando adolescente, atuou pelo Flamengo da sua cidade natal, onde foi campeão suburbano. Teve uma passagem pelo juvenil do Moto Club.
Começou ainda amador defendendo as cores da base do Maranhão Atlético Clube, onde ficou até meados de 1964. Foi promovido ao time titular pelo então treinador Moacir Bueno que o escalava em várias posições.
Na temporada de 1971, Carlindo foi eleito o melhor lateral-esquerdo do Campeonato Brasileiro pela revista Placar e recebeu a Bola de Prata.
No ano seguinte, ficou de fora de quase todo campeonato nacional, por contusão.
Pelo clube, foi bicampeão cearense em 1971 e 1972 e campeão do Norte-Nordeste em 1969. Com a camisa alvinegra, disputou 352 jogos e marcou 8 gols.